# Anjouin
Anjouin és un municipi francès, situat al departament de l'Indre i a la regió de Centre – Vall del Loira. L'any 2007 tenia 350 habitants.

## Demografia

### Població
El 2007 la població de fet d'Anjouin era de 350 persones. Hi havia 152 famílies, de les quals 48 eren unipersonals (32 homes vivint sols i 16 dones vivint soles), 56 parelles sense fills, 36 parelles amb fills i 12 famílies monoparentals amb fills.
La població ha evolucionat segons el següent gràfic:
Habitants censats

### Habitatges
El 2007 hi havia 206 habitatges, 155 eren l'habitatge principal de la família, 32 eren segones residències i 19 estaven desocupats. 196 eren cases i 7 eren apartaments. Dels 155 habitatges principals, 125 estaven ocupats pels seus propietaris, 28 estaven llogats i ocupats pels llogaters i 2 estaven cedits a títol gratuït; 2 tenien una cambra, 16 en tenien dues, 30 en tenien tres, 40 en tenien quatre i 67 en tenien cinc o més. 114 habitatges disposaven pel capbaix d'una plaça de pàrquing. A 84 habitatges hi havia un automòbil i a 57 n'hi havia dos o més.

### Piràmide de població
La piràmide de població per edats i sexe el 2009 era:
| Homes | Edats   | Dones |
| ----- | ------- | ----- |
| 4     | 95 o +  | 0     |
| 0     | 90 a 94 | 4     |
| 4     | 85 a 89 | 0     |
| 0     | 80 a 84 | 4     |
| 0     | 75 a 79 | 12    |
| 20    | 70 a 74 | 16    |
| 8     | 65 a 69 | 12    |
| 16    | 60 a 64 | 4     |
| 8     | 55 a 59 | 12    |
| 16    | 50 a 54 | 16    |
| 12    | 45 a 49 | 8     |
| 12    | 40 a 44 | 4     |
| 0     | 35 a 39 | 12    |
| 12    | 30 a 34 | 4     |
| 8     | 25 a 29 | 12    |
| 12    | 20 a 24 | 16    |
| 8     | 15 a 19 | 8     |
| 8     | 10 a 14 | 20    |
| 4     | 5 a 9   | 4     |
| 4     | 0 a 4   | 16    |

## Economia
El 2007 la població en edat de treballar era de 201 persones, 137 eren actives i 64 eren inactives. De les 137 persones actives 113 estaven ocupades (64 homes i 49 dones) i 24 estaven aturades (14 homes i 10 dones). De les 64 persones inactives 21 estaven jubilades, 15 estaven estudiant i 28 estaven classificades com a «altres inactius».

### Ingressos
El 2009 a Anjouin hi havia 150 unitats fiscals que integraven 339 persones, la mediana anual d'ingressos fiscals per persona era de 15.015 €.

### Activitats econòmiques
Dels 17 establiments que hi havia el 2007, 1 era d'una empresa alimentària, 3 d'empreses de construcció, 2 d'empreses de comerç i reparació d'automòbils, 1 d'una empresa de transport, 1 d'una empresa d'hostatgeria i restauració, 1 d'una empresa d'informació i comunicació, 1 d'una empresa immobiliària, 6 d'empreses de serveis i 1 d'una empresa classificada com a «altres activitats de serveis».
Dels 3 establiments de servei als particulars que hi havia el 2009, 1 era un guixaire pintor, 1 restaurant i 1 agència immobiliària.
L'any 2000 a Anjouin hi havia 23 explotacions agrícoles que ocupaven un total de 2.070 hectàrees.

## Equipaments sanitaris i escolars
El 2009 hi havia una escola elemental integrada dins d'un grup escolar amb les comunes properes formant una escola dispersa.

## Poblacions més properes
El següent diagrama mostra les poblacions més properes.